# Last Flag Flying
Last Flag Flying ist ein US-amerikanisches Filmdrama von Richard Linklater aus dem Jahr 2017. Die Handlung basiert auf dem gleichnamigen, 2005 erschienenen Roman von Darryl Ponicsan, der auch gemeinsam mit Linklater das Drehbuch verfasste. In den Hauptrollen spielen Steve Carell, Bryan Cranston und Laurence Fishburne drei amerikanische Veteranen des Vietnamkrieges, die sich nach Jahrzehnten wiedersehen, als der Sohn von einem der dreien im Irakeinsatz stirbt.

## Handlung
Die USA im Dezember 2003: Larry „Doc“ Shepard besucht die Bar von Sal Nealon, mit dem er im Vietnamkrieg im US-Marine Corps gedient hatte. Sal ist über den Besuch verwundert, da sich beide seit 30 Jahren nicht mehr gesehen hatten, schließt sich Larry aber auf eine spontane Fahrt zu einem dritten Ex-Marine an: Richard Mueller war im Vietnamkrieg als Trinker, Spieler und Frauenheld bekannt, inzwischen ist er allerdings ein verheirateter und gottesfürchtiger Pfarrer. Bei einem gemeinsamen Essen mit Sal und den Muellers berichtet Larry schließlich, warum er seine Kameraden aufgesucht hatte: Er ist erst seit kurzem verwitwet und nun ist auch noch sein einziges Kind, Larry junior, bei der Irakbesetzung gefallen. Larry erhofft sich, dass seine einstigen Kameraden ihm helfen können, die Überreste seines Sohnes abzuholen und diese zu der Beerdigung zu bringen. Sal stimmt sofort zu, während Mueller zögert, da er sich von seinem damaligen Leben nach seiner Hinwendung vom Glauben distanziert hatte. Seine Frau Ruth kann ihn aber davon überzeugen, sich den beiden anzuschließen.
Unterwegs kommt es insbesondere zwischen Sal und Mueller zu Konflikten. Beide hatten im Vietnamkrieg viel mit Alkohol, Drogen und Prostituierten zu schaffen. Mueller empfindet diese Vergangenheit mittlerweile als sündhaft, während Sal – obwohl er mit zunehmendem Alter nun auch die Schattenseiten dieser Lebensart zu spüren bekommt – immer noch freigeistig unterwegs ist und kein gutes Wort für Religion übrig hat. Auch plagt sie ein schlechtes Gewissen: Im Krieg hatten die beiden den damals 19-jährigen Neuling Larry, der für den Vorrat an Schmerzmittel zuständig war, dazu genötigt, diese zu entwenden und einzunehmen. Weil die Schmerzmittel aufgebraucht waren, starb ein tödlich verwundeter Marine namens Hightower unter unnötig schmerzhaften Umständen. Larry wurde alleine verantwortlich gemacht, unehrenhaft entlassen und musste sogar ins Gefängnis.
An der Dover Air Force Base begegnen die Männer der im Sarg befindlichen Leiche von Larrys Sohn. Mueller und der zuständige Colonel raten Larry, nicht den Leichnam seines Sohnes zu betrachten, da dessen Gesicht weitgehend zerstört worden sei, während Sal meint, er würde sich an Larrys Stelle der Wahrheit stellen wollen. Larry entscheidet sich, den Leichnam seines Sohnes zu betrachten, was ihn erschüttert zurücklässt. Unterdessen erzählt der mit dem Toten befreundete Soldat Charlie Washington gegenüber Sal und Mueller, dass Larry Jr. nicht wie offiziell behauptet heldenhaft im Kampf starb, sondern beim Kauf von Coca-Colas hinterrücks von einem Attentäter erschossen wurde. Als Larry die ganze Wahrheit erfährt, will er seinen Sohn nicht wie geplant auf dem Nationalfriedhof Arlington beisetzen, sondern ihn im zivilen Rahmen daheim in New Hampshire bestatten. Der hierüber verärgerte Colonel beauftragt Washington, die Männer auf ihrer Fahrt zu begleiten, und nebenbei Larry zu überzeugen, seinen Sohn in Militäruniform zu bestatten.
Auf ihrer langen Reise nach New Hampshire geraten die Männer in manche Turbulenzen: Das Leihen eines LKWs für den Sarg unter leicht zwielichtigen Umständen sorgt für eine Verfolgung durch das Heimatschutzministerium und der Kauf ihrer ersten Mobiltelefone führt dazu, dass sie ihren Zug in New York verpassen. Die Stimmung zwischen den Männern lockert sich langsam auf, der trauernde und ohnehin schüchterne Larry findet unter ihnen Trost. Sie beschließen, gemeinsam die Mutter ihres verstorbenen Kriegskameraden Jimmy Hightower aufzusuchen. Sie erkennen bei ihrem Besuch, dass die alte Frau wie Larry eine zwar heldenhafte, aber falsche Erzählung über den Tod ihres Kindes erhalten hat. Auch Sal entschließt sich nach einigem Zögern, diese Erzählung aufrechtzuerhalten, und die drei Männer geben Mrs. Hightower an, sie seien die Soldaten gewesen, deren Leben Hightower bei seinem eigenen Tod heldenhaft gerettet habe.
Bei ihrer Ankunft bei Larrys Haus in Portsmouth werden die drei Männer von dem früher angekommenen Washington begrüßt. Washington überzeugt Larry, dass die Zivilkleidung seines Sohnes diesem zu klein geworden sei und er deshalb seine blaue Marineuniform bei der Beerdigung tragen solle. Sal und Mueller tragen bei der Beerdigung ebenfalls ihre Uniformen und falten die amerikanische Flagge in einer Zeremonie zusammen. Nach der Beerdigung überreicht Washington Larry einen Brief, den sein Sohn für den Fall seines Todes geschrieben hatte. In diesem drückt er aus, dass er in seiner Militäruniform neben seiner Mutter beigesetzt werden wolle, und bedankt sich für die Liebe und Zuwendung seines Vaters.

## Produktionshintergrund

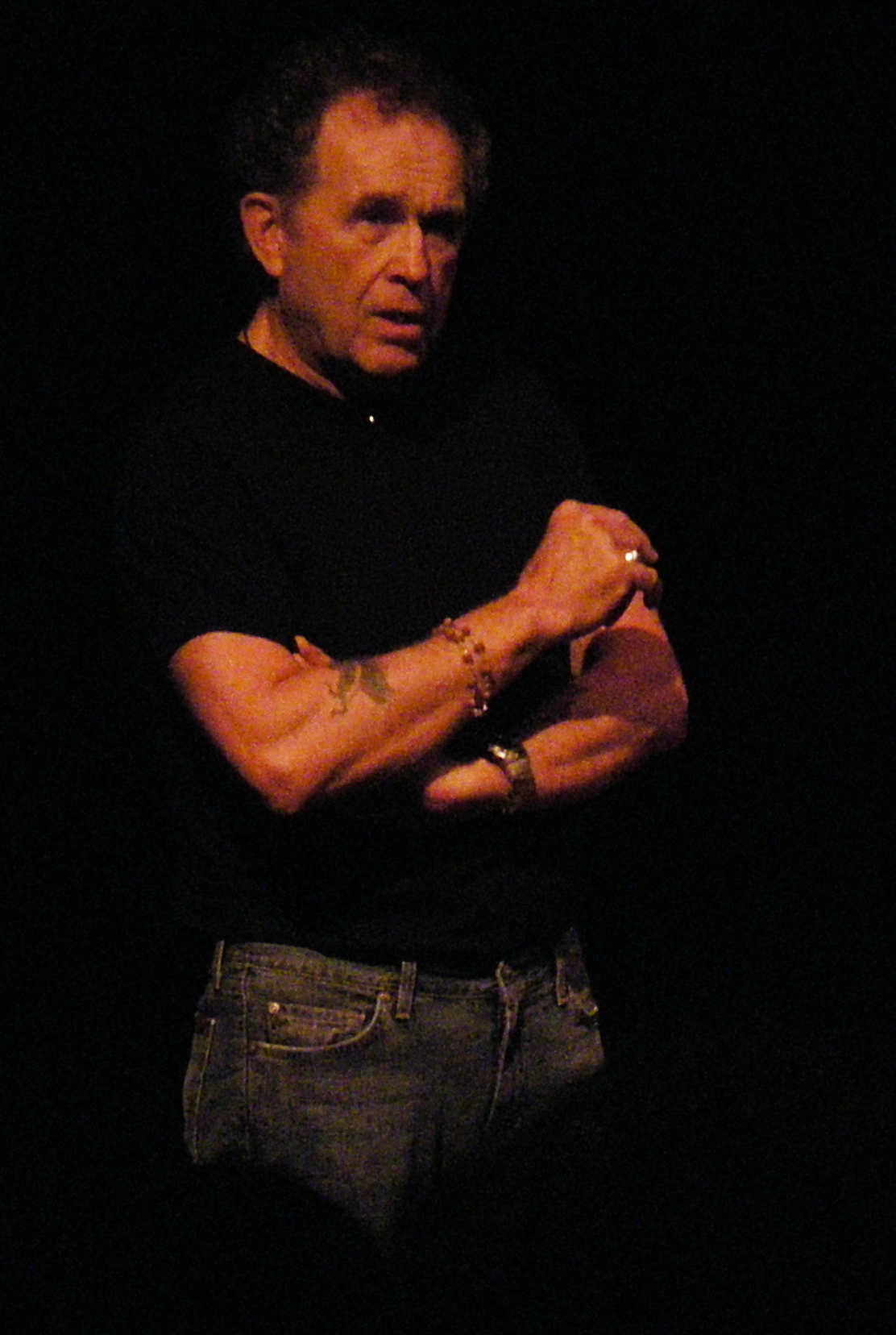
Darryl Ponicasan (2008)

Als Vorlage des Filmes diente der 2005 erschienene Roman des Autors Darryl Ponicsan. Der US-Amerikaner war 1970 mit seinem Roman The Last Detail bekannt geworden, der drei Jahre später als Das letzte Kommando von Hal Ashby mit Jack Nicholson, Otis Young und Randy Quaid verfilmt wurde. In diesem Film sollen zwei Marines einen wegen einer Bagatelle verurteilten Kameraden zum Gefängnis transportieren und verschaffen ihm nebenbei, nicht ganz uneigennützig, eine letzte gute Zeit vor seiner Inhaftierung. Last Flag Flying gilt als eine Art Fortsetzung von The Last Detail. Die Figurennamen und ihre Biografien sind nicht dieselben wie in The Last Detail, aber sie sind Variationen der Figuren: Bryan Cranston spielt Nicholsons Rolle des großmäuligen Zynikers, Fishburne wie Otis Young den afroamerikanischen Freund und Steve Carell Quaids Rolle des schüchternen Mannes, der übermäßig hart im Rahmen des Vietnamkriegs verurteilt wurde.
Last Flag Flying feierte seine Weltpremiere am 28. September 2017 als Eröffnungsfilm des New York Film Festival. Vertrieben wurde der Film von Lionsgate Films und Amazon Studios.

## Kritiken
Von den 213 Kritiken bei dem US-amerikanischen Kritikerportal Rotten Tomatoes fielen insgesamt 78 % der Filmkritiken für Last Flag Flying positiv aus. Der Kritikerkonsens lautet: „Last Flag Flying balanciert raues Drama mit Momenten erfrischenden Humors in einem tadellos besetzten Film aus, der sich mit Fragen nach Patriotismus, Familie und Trauer auseinandersetzt.“
A. O. Scott schrieb in der New York Times vom 2. November 2017, Regisseur Linklater sei einer der „großen Zuhörer“ des amerikanischen Kinos und in diesem Film höre man vor allem den Stimmen der drei Hauptfiguren zu. Die Schauspielstile der drei Hauptdarsteller seien etwas zu unterschiedlich, was manchmal negativ auffalle. Last Flag Flying sei „weniger eine Tragödie als mehr eine leise Komödie in einem tragischen Rahmen.“ Linklater verweigere sich Rückblenden oder anderen Möglichkeiten, auf offensichtliche Weise die Vergangenheit Figuren zu zeigen, sodass auch Sachen ungesagt und geheimnisvoll bleiben. Es gebe einige politische Anspielungen, aber der Film passe in keine „geordnete ideologische Kiste“. Der Film sei „mutig gedacht“ und tiefgründiger als viele andere Filme mit Kriegsthematik. Den gesellschaftlichen Riss zwischen Zivilisten und Militär, aber auch die Risse zwischen den Mitgliedern des Militärs untereinander, würden zur Sprache kommen. Der Film verwende „die Sprache von Heroismus und Opfertum, um beliebte, sentimentale Meinungen davon, was diese Dinge bedeuten, herauszufordern und um individuelle Ethikvorstellungen mit kollektiver Moral zu verbinden.“
Andreas Staben von Filmstarts sieht Last Flag Flying als keinen der stärksten Eintrage in der Filmografie von Regisseur Richard Linklater, dennoch sei der Film „keineswegs misslungen“. Zu den Schwächen des Filmes gehöre, dass die Figur des schüchternen Larry zwar das emotionale Zentrum des Filmes bilde, aber insbesondere dem extrovertiert aufspielenden Bryan Cranston und dessen Figur des rebellenhaften Barbesitzers „förmlich übertönt“ werde. In der „konstruierten und überladenen Story“ würden die Figuren selten wirklich „lebendig“ wirken, obwohl gerade „Natürlichkeit der zwischenmenschlichen Kommunikation und das seismografische Gespür für Unterschwelliges“ normalerweise Stärken von Linklater seien. Trotz dieser Schwächen sei der Film oft berührend und finde ein gelungenes Ende: „Linklater und Ponicsan ziehen eine Linie von Vietnam nach Irak und knüpfen daran im aktuellen US-Kino selten gestellte Fragen nach dem richtigen Patriotismus, sinnvoller Kriegspolitik und dem (männlichen) amerikanischen Selbstverständnis.“
Rainer Kienböck von Kino-Zeit störte sich an dem „Militärpatriotismus“ des Filmes. Es bleibe „zwar eine gewisse Ambivalenz zu spüren, aber wenn Linklater in seiner Schlusssequenz die totale Attacke auf die Tränendrüsen startet, während Herzschmerz und Patriotismus sich gegenseitig hochschaukeln“, müsse man sich die Frage stellen, ob Linklater „nicht mittlerweile zu einem alten, texanischen, konservativen weißen Mann geworden ist, wie es das Klischee vorsieht.“